# Олена Бродовська-Кубіч
Олена Бродовська-Кубіч (пол. Helena Brodowska-Kubicz; 15 березня 1914, Острувек-Подиський — 6 березня 2003, Лодзь) — народний активіст, дослідник історії Польщі у XIX—XX століття, солдат Хлопських батальйонів.

## Біографія
Народилася в бідній селянській сім'ї. Закінчила початкові школи в Ґарбатувці та Цицєві, потім навчалася у вчительській семінарії в Холмі. Закінчивши її, працювала в Школі підготовки сільських домогосподарок у Красеніні біля Любліна. У 1937–1939 рр. вивчала соціальну педагогіку під керівництвом Олени Радлінської у Вільному польському університеті у Варшаві, паралельно працюючи в притулку для матерів із позашлюбними дітьми. 1939 року вона захищала колегію на основі твору «Ядвіга Дзюбінська як засновниця народних сільськогосподарських шкіл у Польщі».
На початку війни вступила до Селянської організації свободи «Racławice». У 1940–1941 рр. залишилася в Люблінській губернії, де входила до громадської трійки Селянської партії «Рох» і служила в Хлопських батальйонах. Проводила таємне навчання, викриття якого змусило її тікати до втечі у Варшаву, куди вона прибула восени 1941 року. Там вона продовжила проводити таємні навчання за курсом Вільного польського університету. Разом із цим займалася розповсюдженням підпільних видань і формуванням Хлопських батальйонів. Також брала участь у допомозі Євреям. Після поразки Варшавського повстання, перетнувши річку Віслу, вона вирушила до Любліна.
У 1944–1945 рр. була керівником кооперативної школи, яку власноруч започаткувала у Сьверчуві. 1945 року відновила навчання в галузі соціальної педагогіки в Лодзькому університеті, який закінчила 1946 року. Того ж року почала працювати асистентом на кафедрі соціальної педагогіки в Лодзькому університеті. 1949 року під керівництвом Олени Радлінської захистила докторську дисертацію за темою «Сільськогосподарське товариство Грубешова», після чого пройшла наукове стажування в СРСР (1949–1950). У 1950–1954 рр. була деканом у Вищій педагогічній школі. З 1954 року працювала в Лодзькому університеті на кафедрі історії. 1956 року була підвищена до посади доцента. У 1958–1962 рр. була доцентом Кафедри історії недавньої Польщі, а у 1962–1972 рр. — доцентом Кафедри з історії села та народного руху (з 1968 року — асоційований професор). З 1974 року керувала роботою Міждисциплінарної науково-дослідної групи структур і соціальних змін у польському селі. 1979 року була призначена професором, а 1984 року пішла на пенсію. Похована на Католицькому кладовищі на вулиці Огродова в Лодзі. Крім наукових робіт (понад 130, враховуючи 4 монографії) опублікувала мемуари «З селянської галявини».

## Нагороди
- Хрест Грюнвальда III-го класу[2]
- Хрест Хоробрих (два рази)
- Золотий Хрест Заслуги із Мечами (1965)
- Золотий Хрест Заслуги (1969)
- Хрест Хлопських Батальйонів
- Кавалерійський Орден Відродження Польщі (1973)
- Офіцерський Орден Відродження Польщі (1983)
- Медаль Едукаційної Комісії (1979)
- Титул Праведника народів світу (1991)[3].